# Định nghĩa lại đơn vị cơ bản SI năm 2019

Hệ đo lường Quốc tế SI sau định nghĩa lại: Các đơn vị cơ bản được định nghĩa dựa trên các hằng số vật lý với giá trị số đặt cố định và dựa trên các đơn vị cơ bản khác được rút ra từ cùng các hằng số vật lý.

Hệ đo lường Quốc tế SI trước khi định nghĩa lại: Một số đơn vị cơ bản SI có định nghĩa phụ thuộc vào những đơn vị cơ bản khác (ví dụ, đơn vị mét được định nghĩa là khoảng cách ánh sáng di chuyển được trong một phần nhỏ của giây), và một số hằng số trong tự nhiên và mẫu vật nhân tạo được sử dụng để định nghĩa chúng (như khối nguyên mẫu kilôgam tiêu chuẩn IPK.

Ngày 16 tháng 11 năm 2018, Hội nghị toàn thể về Cân đo (CGPM) lần thứ 26 các thành viên đã biểu quyết với đa số thông qua cho việc định nghĩa lại các đơn vị đo lường cơ sở SI, mà Ủy ban Quốc tế về Cân đo (CIPM) đã đề xuất định nghĩa lại hồi đầu năm. Định nghĩa mới có hiệu lực kể từ ngày 20 tháng 5 năm 2019.
Các đơn vị kilôgam, ampe, kelvin, và mol được định nghĩa lại bằng cách đặt giá trị số chính xác cho các hằng số tương ứng là hằng số Planck (h), điện tích cơ bản (e), hằng số Boltzmann (k), và hằng số Avogadro (NA). Trước đó đơn vị cơ bản mét và candela cũng đã được định nghĩa dựa trên các hằng số vật lý, cũng sẽ phải tuân theo định nghĩa mới năm 2019. Mục đích của định nghĩa mới cho các đơn vị SI đó là không làm thay đổi độ lớn của bất kỳ đơn vị nào, cho phép tính liên tục và không làm gián đoạn bất kỳ phép đo hiện tại nào.
Hệ mét ban đầu được hình thành như một hệ thống đo lường được từ các hiện tượng không thay đổi, nhưng các giới hạn kỹ thuật đòi hỏi phải sử dụng các đồ tạo tác (nguyên mẫu mét và nguyên mẫu kilôgam) khi hệ mét được giới thiệu lần đầu tiên tại Pháp vào năm 1799. Mặc dù được thiết kế để ổn định lâu dài, khối lượng của các nguyên mẫu này đã cho thấy có các biến đổi nhỏ theo thời gian tương đối với nhau và không còn phù hợp với độ chính xác đòi hỏi ngày càng tăng trong khoa học, khiến cho thúc đẩy tìm kiếm định nghĩa mới thay thế phù hợp.
Trước đây hệ mét đã có lần thay đổi lớn vào năm 1960 khi hệ thống đơn vị quốc tế (SI) được chính thức công bố như một tập hợp các đơn vị đo lường nhất quán chặt chẽ. SI được cấu trúc xung quanh bảy đơn vị cơ bản có định nghĩa không bị ràng buộc bởi bất kỳ đơn vị nào khác và hai mươi hai đơn vị được đặt tên khác bắt nguồn từ các đơn vị cơ bản này. Mặc dù tập hợp các đơn vị hình thành một hệ thống mạch lạc, nhưng kilôgam vẫn được xác định theo nguyên mẫu nhân tạo và một số đơn vị được định nghĩa dựa trên các phép đo khó thực hiện chính xác trong một phòng thí nghiệm, chẳng hạn như định nghĩa thang đo Kelvin dựa theo điểm ba trạng thái của nước.
Trong định nghĩa năm 1960, đơn vị mét được định nghĩa lại theo bước sóng của ánh sáng từ một nguồn nhất định, cho phép rút ra nó từ hiện tượng tự nhiên phổ quát. Như vậy chỉ còn lại nguyên mẫu kilôgam là thực thể nhân tạo mà định nghĩa các đơn vị SI phụ thuộc vào. Với định nghĩa lại vào năm 2019, lần đầu tiên hệ SI được xác định hoàn toàn từ các hằng số trong tự nhiên.
Có một số ý kiến phê bình về định nghĩa này – bao gồm định nghĩa lại 2019 đã không giải quyết được liên hệ tách biệt giữa đơn vị dalton và định nghĩa của kilôgam, mol, và hằng số Avogadro.

## Đề xuất
BIPM đã đề xuất là, bên cạnh tốc độ ánh sáng, bốn hằng số tự nhiên khác được định nghĩa bằng giá trị chính xác, dựa trên CODATA 2017 , như sau:
- Hằng số Planck h chính xác bằng 662607015×10−34 Joule-giây (J⋅s) (tức là chính xác bằng 662607015×10−34 kg⋅m2/s).
- Điện tích cơ bản e chính xác bằng 1602176634×10−19 Coulomb (C).
- Hằng số Boltzmann {\displaystyle k_{B}} chính xác bằng 1380649×10−23 Joule trên Kelvin (J⋅K−1).
- Số Avogadro NA chính xác bằng 602214076×1023 nghịch đảo mol (mol−1).

Giá trị của các hằng số tự nhiên sau không thay đổi so với định nghĩa trước đó:
- Tốc độ ánh sáng c chính xác bằng 299792458 mét trên giây (m⋅s−1).
- Tần số ứng với tách vạch siêu tinh tế của nguyên tử caesi-133 {\displaystyle \triangle v(^{133}Cs)_{hfs}} chính xác bằng 9192631770 hertz (Hz).
- Hiệu suất khả kiến Kcd của bức xạ điện từ đơn sắc tại tần số 540×1012 Hz chính xác bằng 683 lumen trên watt (lm⋅W−1).

Đồng thời:
- Bãi bỏ việc sử dụng khối kilôgam chuẩn quốc tế và định nghĩa hiện tại của kilogam sẽ bị thay thế,
- Định nghĩa hiện tại của ampe sẽ bị thay thế,
- Định nghĩa hiện tại của kelvin sẽ bị thay thế,
- Định nghĩa hiện tại của mol sẽ bị thay thế.

Các thay đổi này ảnh hưởng đến các đơn vị SI cơ sở, tuy nhiên, định nghĩa của các đơn vị SI dẫn xuất vẫn giữ nguyên như trước.

## Ảnh hưởng
Các đơn vị cơ sở được định nghĩa lại như sau:
| Tên     | Ký hiệu | Đại lượng           | Định nghĩa trước 2019 | Định nghĩa 2019 |
| ------- | ------- | ------------------- | --- | --- |
| giây    | s       | Thời gian           | Bằng chính xác 9 192 631 770 chu kỳ của bức xạ ứng với sự chuyển tiếp giữa hai mức trạng thái cơ bản siêu tinh tế của nguyên tử xêzi-133 tại nhiệt độ 0 K (CGPM lần thứ 13 (1967-1968) Nghị quyết 1, CR 103).                                                    | Tương đương cũ - s thỏa mãn: {\displaystyle \triangle v_{\text{Cs}}=9192631770{\frac {1}{s}}}, với {\displaystyle \triangle v_{\text{Cs}}} là tần số bức xạ điện từ phát ra bởi nguyên tử caesi-133 cô lập, khi nó chuyển đổi giữa hai trạng thái cơ bản siêu tinh tế. |
| mét     | m       | Chiều dài           | Bằng chiều dài quãng đường đi được của một tia sáng trong chân không trong khoảng thời gian 1 / 299 792 458 giây (CGPM lần thứ 17 (1983) Nghị quyết số 1, CR 97).                                                                                                | Tương đương cũ - m thỏa mãn: c = 299 792 458 {\displaystyle {\frac {m}{s}}} với c là tốc độ ánh sáng, s được định nghĩa như trên. |
| kilôgam | kg      | Khối lượng          | Bằng khối lượng của kilôgam tiêu chuẩn quốc tế (CGPM lần thứ 1 (1889), CR 34-38). | kg thỏa mãn: h = 6.62607015 {\displaystyle 10^{-34}{\frac {kgm^{2}}{s}}} với h là hằng số Planck, m và s được định nghĩa như trên. |
| ampe    | A       | Cường độ dòng điện  | Bằng dòng điện cố định chạy trong hai dây dẫn song song dài vô hạn có tiết diện không đáng kể, đặt cách nhau 1 mét trong chân không, và sinh ra một lực giữa hai dây này bằng 2×10−7 niutơn trên một mét chiều dài (CGPM lần thứ 9 (1948), Nghị quyết 7, CR 70). | A thỏa mãn: e = 1602176634×10−19 A⋅s, với e là điện tích cơ bản, s được định nghĩa như trên. |
| kelvin  | K       | Nhiệt độ            | Bằng 1 / 273,16 của nhiệt độ nhiệt động học tại điểm cân bằng ba trạng thái của nước (CGPM lần thứ 13 (1967) Nghị quyết 4, CR 104). | K thỏa mãn: kB = 1380649×10−23 kg⋅m2⋅s−2⋅K−1, với kB là hằng số Boltzmann, kg, m, s được định nghĩa như trên. |
| mol     | mol     | Số hạt              | Bằng số nguyên tử trong 0,012 kilôgam cacbon-12 nguyên chất (CGPM lần thứ 14 (1971) Nghị quyết 3, CR 78). | 1 mol chứa chính xác 602214076×1023 hạt. |
| candela | cd      | Cường độ chiếu sáng | Bằng cường độ chiếu sáng theo một hướng cho trước của một nguồn phát ra bức xạ đơn sắc với tần số 540×1012 héc và cường độ bức xạ theo hướng đó là 1/683 oát trên một sterađian (CGPM lần thứ 16 (1979) Nghị quyết 3, CR 100).                                   | cd thỏa mãn: Kcd = 683 cd⋅sr⋅kg−1⋅m−2⋅s3, với Kcd là hiệu suất khả kiến của bức xạ điện từ đơn sắc tại tần số 540×1012 1/s, sr là steradian, kg, m, s được định nghĩa như trên.                                                                                        |